# Départementalisation de l'Algérie française

Carte des divisions administratives de 1905 à 1955, montrant en rouge les trois départements d’Algérie : Alger, Constantine et Oran. En blanc, les territoires du Sud.

La départementalisation de l’Algérie est le résultat d’une décision politique du gouvernement français de la Deuxième République, visant à diviser en départements français l’Algérie française. Cette ancienne division administrative s'étendit de 1848 à 1962.
Jusqu’en 1955, l’Algérie était divisée en trois départements : Alger, Oran et Constantine alors que la partie saharienne, appelée territoires du Sud, relevait de l’administration militaire. En 1955, le département de Bône est créé par division du département de Constantine. En 1956, huit nouveaux départements sont créés, trois supplémentaires en 1958, dont deux sont supprimés l’année suivante. À l'indépendance en juillet 1962, l'Algérie comptait alors 15 départements.

## Avant 1955

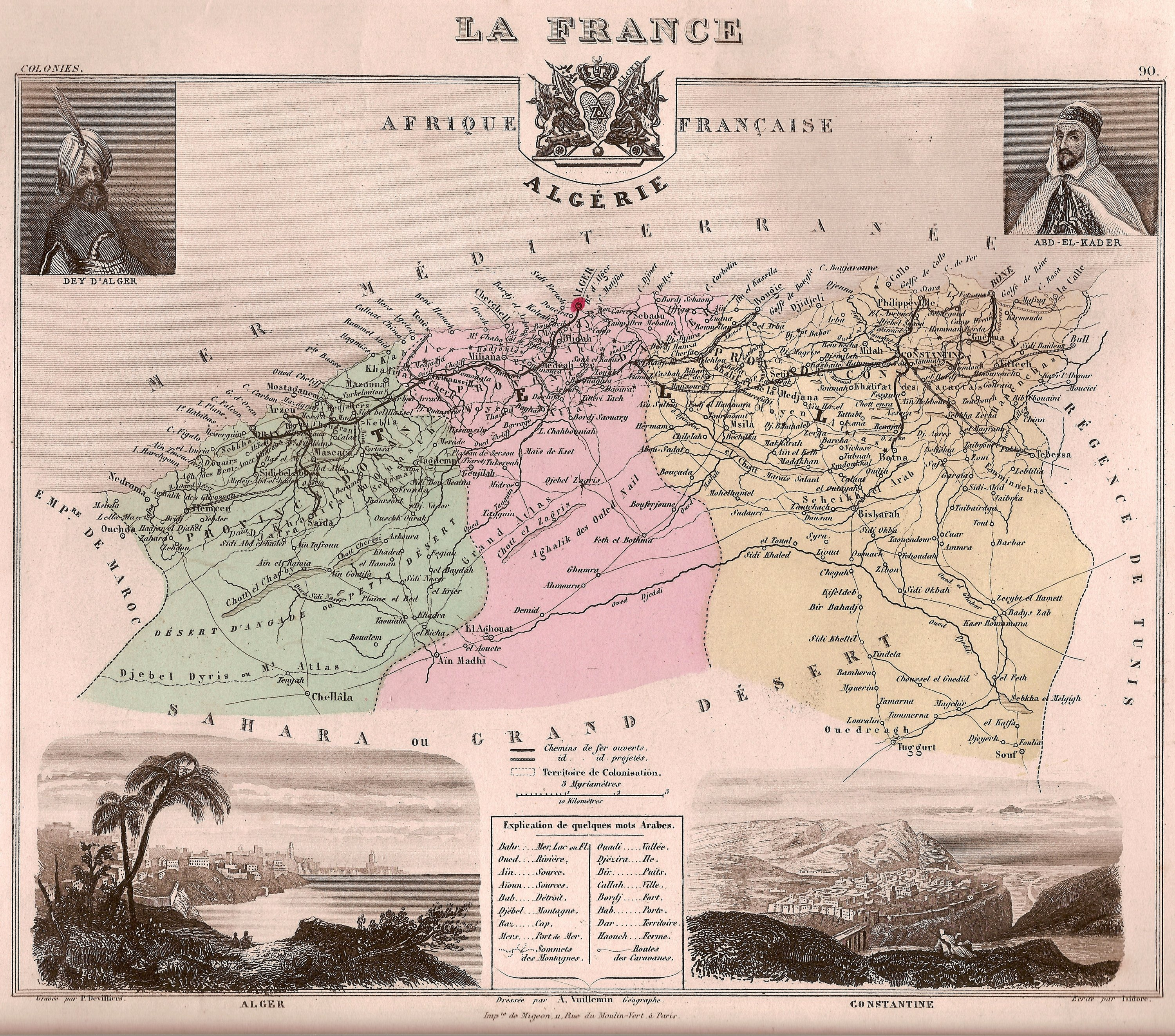
Carte française montrant les trois provinces d’Algérie, circa 1848.

L’Algérie, territoire conquis partiellement par la France à compter de juillet 1830, géré alors par l'administration militaire (d'où la création du corps des officiers des affaires indigènes et des bureaux arabes) et officiellement annexé par la France en 1848, fut partagée le 9 décembre de la même année en trois départements, comprenant trois territoires militaires et trois territoires civils devenus départements : Oran, Alger et Constantine, dont la loi du 24 décembre 1902 fixera les limites jusqu’à la réforme territoriale de 1956. Le Sud algérien ne fut pas départementalisé et formait 6 territoires qui furent regroupés au sein des Territoires du Sud en 1902, dont le nombre fut réduit à 4 en 1905. La marque de ces départements apparaît dans les documents administratifs et dans le traitement du courrier.
En 1941, par un décret pris par le gouvernement de Vichy, gestionnaire alors de l'Algérie française, les trois départements et les Territoires du Sud furent numérotés de 91 à 94, à la suite des départements français de métropole, partant du numéro 01 relatif à l'Ain allant jusqu'au numéro 90, relatif au Territoire de Belfort.
| Numéro | Nom                | Chef-lieu   | Dates d’existence |
| ------ | ------------------ | ----------- | ----------------- |
| 91     | Alger              | Alger       | 1848 – 1957       |
| 92     | Oran               | Oran        | 1848 – 1957       |
| 93     | Constantine        | Constantine | 1848 – 1957       |
| 94     | Territoires du Sud |             | 1848 – 1957       |

## Après 1955

Carte des départements français d’Algérie (9A~9R) et départements français du Sahara (8A-8B) en 1960.

### Création du département de Bône et de douze nouveaux arrondissements (1955-1956)
La loi no 55-1082 portant création du département de Bône divisa le département de Constantine en deux départements :
- le nouveau département de Constantine, réduit aux arrondissements de Constantine, de Batna, de Bougie, de Philippeville et de Sétif ;
- le département de Bône, comprenant les arrondissements de Bône, de Guelma, de Souk-Ahras et de Tébessa.

Le décret no 55-1148 du 28 août 1955 créa neuf nouveaux arrondissements :
- deux dans le département d’Alger, à savoir :
  - l’arrondissement de Bouira, comprenant les communes de plein exercice de Palestro, d’Aïn-Bessem, de Bouira et les communes mixtes de Palestro, d’Aïn-Bessem et de Maillot ;
  - l’arrondissement de Fort-National, comprenant les communes de plein exercice de Fort-National et de Mekla et les communes mixtes de Fort-National, de Djurdjura, de Haut-Sebaou et d’Azeffoun ;
- quatre dans le département de Constantine, à savoir :
  - l’arrondissement d’Aïn Beida, comprenant les communes de plein exercice d’Aïn Beida et de Khenchela ainsi que les trois communes mixtes d’Oum-el-Bouaghi, de Khenchela et de la Meskiana ;
  - l’arrondissement de Mila, comprenant les six communes de plein exercice d’Aïn-Kerma, d’Aïn-Tinn, de Grarem, de Mila, de Sidi-Merouane, de Zeraia ainsi que la commune mixte de Fedj-M’Zala ;
  - l’arrondissement de Bordj-Bou-Arreridj, comprenant les trois communes de plein exercice d’Aïn-Tagrout, de Bordj-Bou-Arreridj et de Tocqueville ainsi que les trois communes mixtes des Bibans, des Maadid et de M’Sila ;
  - l’arrondissement de Djidjelli, comprenant les cinq communes plein exercice de Chekfa, de Djidjelli, de Duquesne, de Strasbourg et de Ziama-Mansouriah ainsi que les trois communes mixtes de Djidjelli, d’El-Milia et de Taher ;
- trois dans le département d’Oran, à savoir :
  - l’arrondissement d’Aïn Témouchent ;
  - l’arrondissement de Marnia ;
  - l’arrondissement de Relizane.

Le décret no 56-29 du 11 janvier 1956 créa, dans le département d’Oran, l’arrondissement de Saïda, comprenant les quatre communes de plein exercice de Saïda, de Franchetti, d’Aïn-el-Hadjar et de Berthelot ainsi que la commune mixte de Saïda.

### Création de huit nouveaux départements (1956-1958)
Le décret no 56-641 du 28 juin 1956 portant réorganisation territoriale de l’Algérie, créa huit nouveaux départements :
- le département d’Alger fut divisé en quatre départements, à savoir :
  - le nouveau département d’Alger, réduit aux deux arrondissements d’Alger et de Blida ;
  - le département d’Orléansville, comprenant les arrondissements d’Orléansville ainsi que les deux nouveaux arrondissements de Ténès et de Teniet-el-Haad ;
  - le département de Médéa, comprenant les arrondissements de Médéa, de Miliana, de Boghari, d’Aumale et de Cherchell
  - le département de Tizi-Ouzou, comprenant les arrondissements de Fort-National, de Tizi-Ouzou, de Bouira et de Bordj Menaiel ;
- le département d’Oran fut divisé en quatre départements, à savoir : 
  - le nouveau département d’Oran, réduit aux arrondissements d’Oran, de Sidi Bel Abbès et d’Aïn Témouchent ;
  - le département de Tlemcen, comprenant les arrondissements de Marnia et de Tlemcen ;
  - le département de Mostaganem, comprenant les arrondissements de Mostaganem, de Mascara et de Relizane ;
  - le département de Tiaret, comprenant les arrondissements de Tiaret et de Saïda ;
- le département de Constantine fut, quant à lui, divisé en trois départements, à savoir :
  - le nouveau département de Constantine, réduit aux arrondissements de Constantine, de Philippeville, de Djidjelli et de Mila ;
  - le département de Batna, comprenant les arrondissements de Batna, d’Aïn Beïda et de Biskra ;
  - le département de Sétif, comprenant les arrondissements de Sétif, de Bougie et de Bordj-Bou-Arreridj ;
- le département de Bône, créé par la loi, comprenant les arrondissements de Bône, de Guelma, de Souk-Ahras et de Tebessa.

Le décret no 57-604 du 20 mai 1957 portant modification des limites départementales et création d’arrondissements en Algérie est mis en application à la fin de mai 1957. 
Le décret no 58-137 du 3 février 1958 portant modification des limites territoriales de certains arrondissements des départements de Tlemcen et Sétif est opérationnel au début de février 1958.

### Création de trois nouveaux départements (1958)
Le décret no 58-271 du 17 mars 1958, modifiant l’organisation départementale de l’Algérie créa trois nouveaux départements :
- le département d’Aumale, formé des arrondissements d’Aumale, de Tablat, de Bou-Saada et de Ouled Djellal ;
- le département de Bougie, formé des arrondissements de Bougie, d’Akbou, de Djidjelli de Kherrata, de Lafayette et de Sidi-Aïch ;
- le département de Saïda, formé des arrondissements du Telagh, de Saïda et des arrondissements d’Aïn-Sefra, de Géryville, du Télagh et de Mécheria.

Le décret précité modifia le rattachement de deux arrondissements :
- l’arrondissement de Tébessa fut distrait du département de Bône et incorporé à celui de Batna ;
- l’arrondissement de Barika fut distrait du département de Batna et incorporé à celui de Sétif.

### Suppression de deux départements (1959)
En 1959, les départements d’Aumale et de Bougie furent supprimés.
Les 15 autres départements persistèrent jusqu’à l’indépendance de l’Algérie reconnue par la France le 3 juillet 1962.
Les divisions territoriales qu’ils représentaient furent en revanche conservées jusqu’en 1974, prenant le nom de wilayas à partir de 1968 et en conservant les lettres attribuées sur les plaques minéralogiques « 9A » pour Alger en « A ».
Ne sont pas attribués les numéros « 9I » et « 9O » pour éviter toute confusion avec les chiffres « 1 » et « 0 », ainsi que le numéro « 9Q » pour des raisons phoniques.
| Numéro | Nom          | Chef-lieu    | Dates d’existence |
| ------ | ------------ | ------------ | ----------------- |
| 9A     | Alger        | Alger        | 1957-1962         |
| 9B     | Batna        | Batna        | 1957-1962         |
| 9C     | Bône         | Bône         | 1955-1962         |
| 9D     | Constantine  | Constantine  | 1957-1962         |
| 9E     | Médéa        | Médéa        | 1957-1962         |
| 9F     | Mostaganem   | Mostaganem   | 1957-1962         |
| 9G     | Oran         | Oran         | 1957-1962         |
| 9H     | Orléansville | Orléansville | 1957-1962         |
| 9J     | Sétif        | Sétif        | 1957-1962         |
| 9K     | Tiaret       | Tiaret       | 1957-1962         |
| 9L     | Tizi-Ouzou   | Tizi-Ouzou   | 1957-1962         |
| 9M     | Tlemcen      | Tlemcen      | 1957-1962         |
| 9N     | Aumale       | Aumale       | 1958-1959         |
| 9P     | Bougie       | Bougie       | 1958-1959         |
| 9R     | Saïda        | Saïda        | 1958-1962         |

## Numéros INSEE des Français d’Algérie
De manière générale, sur le numéro d’Insee (ou le numéro d’immatriculation au répertoire national d’identification des personnes physiques ou NIR) des Français d’Algérie, le code général est fixé à 99 pour toutes les naissances ayant eu lieu à l’étranger. L'INSEE, depuis la création de ce code général, n'a jamais mis au point un code particulier à 2 chiffres ou  3 chiffres pour chacun des pays de la communauté internationale, soit les pays faisant partie de l'ONU depuis sa création en 1945. Il est rappelé que le code géographique national de l'INSEE, inscrit notamment sur la carte d'assuré social, est un assemblage de 2 chiffres représentant le numéro du département, suivi par un groupe de 3 chiffres indiquant le numéro de la commune ou, pour Paris par exemple, le code attribué à l'arrondissement de naissance. Ce système de codification avait été mis au point par l'ancêtre de l'INSEE, le Service national des statistiques créé par le gouvernement de Vichy, en 1941. 
À la suite de différentes demandes exprimées par des associations d'anciens rapatriés d'Algérie, Alain Juppé, alors Premier ministre, par une circulaire du 30 septembre 1996, a donné la possibilité aux Français d’Algérie d’indiquer à la place du numéro 99 le numéro de département de naissance, plus précisément le numéro de département qui avait été créé pour l'Algérie par le gouvernement de Vichy en 1941  : 91 (ancien département d’Alger), 92 (ancien département d’Oran), 93 (ancien département de Constantine) et 94 (anciens Territoires du Sud).
Aucune confusion ne devrait être possible cependant avec les quatre départements de France métropolitaine portant ces numéros, en région parisienne, réattribués à compter du 1er janvier 1968 à la suite de leur création par la loi du 10 juillet 1964 portant réorganisation de la région parisienne, soit six ans après l'indépendance algérienne : ceux qui sont nés en Algérie alors française (avant le 3 juillet 1962)  ont une année de naissance indiquée dans leur NIR jusqu'à cette date alors que ceux nés dans les départements d'Île-de-France ont droit à un NIR dont l'année n'est pas antérieure à 1968. Toutes les personnes nées auparavant ont conservé le NIR indiquant avec leur année de naissance les départements d'Île-de-France antérieurs à la réforme territoriale du 10 juillet 1964.
Aucune mesure similaire n'a cependant été prise concernant ceux ayant acquis la nationalité française : le 99 reste utilisé comme pour les personnes de nationalité étrangère résidant en France alors qu'elles pourraient être inscrites au registre national avec le numéro de département et la commune où elles ont élu leur domicile légal et demandé ou obtenu leur naturalisation. De même, les Français qui naissent dans une commune française qui n'existe plus conservent leur NIR comportant le numéro de leur ancienne commune de naissance où a été enregistré leur état-civil à l'année indiquée dans le NIR et aucune modification de NIR personnel n'a jamais été nécessaire.

## Après l’indépendance de l'Algérie (5 juillet 1962)
Après l’indépendance de l’Algérie, le décret no 63-189 du 16 mai 1963 maintient la division du pays en quinze départements ainsi que leur dénomination. Les départements de Bône et d’Orléansville sont renommés respectivement départements d’Annaba et d’El-Asnam par l’ordonnance du gouvernement algérien no 63-421 du 28 octobre 1963. Le département de Batna reçoit la dénomination alternative de département de l’Aurès par l’ordonnance algérienne  no 63-486 du 2 décembre 1963 puis est renommé ainsi par le décret algérien no 65-246 du 30 septembre 1965.

#### Textes normatifs français

##### Création des départements d’Alger, Constantine et Oran
- Arrêté du 9 décembre 1848 portant organisation de l’administration générale en Algérie, dans Jean-Baptiste Duvergier, Collection complète des lois, décrets, ordonnances et avis du Conseil d'État, t. 48 : année 1848, Paris, 1848, 802 p. (ISSN 1762-4096, BNF 37578059, lire en ligne), p. 683-685 [fac-similé (page consultée le 27 septembre 2016)].

##### Création du département de Bône
- Loi no 55-1082 du 7 août 1955 portant création du département de Bône, dans Journal officiel de la République française. Lois et décrets, vol. 87e année, no 192, 14 août 1955, p. 8171 [lire en ligne (page consultée le 27 septembre 2016)].

##### Création des départements de Batna, Médéa, Mostaganem, Orléansville, Sétif, Tiaret, Tizi-Ouzou et Tlemcen
- Décret no 56-641 du 28 juin 1956 portant réorganisation territoriale de l’Algérie, dans Journal officiel de la République française Lois et décrets, vol. 88e année, no 153, 3 juillet 1956, p. 6143-6145 [lire en ligne (page consultée le 26 septembre 2016)].
- Décret no 57-100 du 31 janvier 1957 déterminant les conditions d’application du décret no 56-641 du 28 juin 1956 relatif à la réorganisation territoriale de l’Algérie, dans Journal officiel de la République française Lois et décrets, vol. 89e année, no 28, 2 février 1957, p. 1320-1321 [lire en ligne (page consultée le 26 septembre 2016)].

##### Délimitation des douze départements
- Décret no 57-604 du 20 mai 1957 portant modification de limites départementales et création d’arrondissements en Algérie, dans Journal officiel de la République française. Lois et décrets, vol. 89e année, no 117, 21 mai 1957, p. 5051-5057 [fac-similé (page consultée le 27 septembre 2016)].

##### Création des départements d’Aumale, Bougie et Saïda
- Décret no 58-271 du 17 mars 1958 modifiant l’organisation départementale de l’Algérie, dans Journal officiel de la République française. Lois et décrets, vol. 90e année, no 65, 18 mars 1958, p. 2656-2657 [fac-similé (page consultée le 27 septembre 2016)].

#### Textes normatifs algériens
- Décret no 63-189 du 16 mai 1963 portant réorganisation territoriale des communes, dans Journal officiel de la République algérienne démocratique et populaire. Lois et décrets, vol. 2e année, no 35, 30 mai 1963, p. 449-578.
- Ordonnance no 63-421 du 28 octobre 1963 portant réorganisation territoriale des communes, dans Journal officiel de la République algérienne démocratique et populaire. Lois et décrets, vol. 2e année, no 82, 5 novembre 1963, p. 1102-1119.
- Ordonnance no 63-486 du 2 décembre 1963 portant réorganisation territoriale des communes, dans Journal officiel de la République algérienne démocratique et populaire. Lois et décrets, vol. 2e année, no 91, 6 décembre 1963, p. 1272-1282.
- Ordonnance no 64-54 du 31 janvier 1964 portant réorganisation territoriale des communes, dans Journal officiel de la République algérienne démocratique et populaire. Lois et décrets, vol. 3e année, no 13, 11 février 1964, p. 182-186.
- Décret no 65-246 du 30 septembre 1965 portant changement de nom de certaines communes, dans Journal officiel de la République algérienne démocratique et populaire. Lois et décrets, vol. 4e année, no 100, 7 décembre 1965, p. 1063-1139.